# شهدای ژاپن

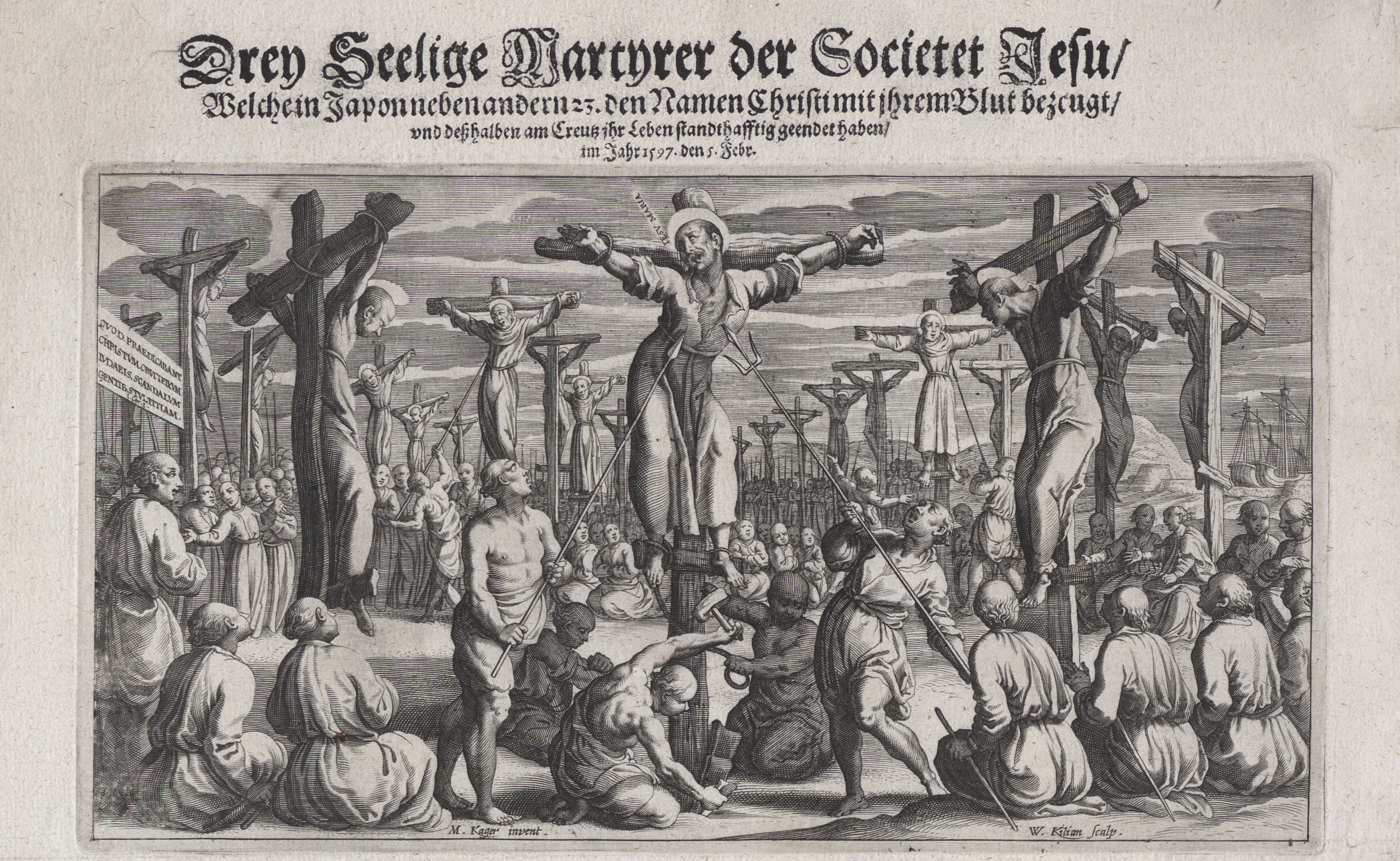
شهدای ناکازاکی (1597) حکاکی شده توسط ولفگانگ کیلیان، آوکسبورک (1581-1663)

شهدای ژاپن (انگلیسی: Martyrs of Japan) مبلغان و پیروان مسیحیت بودند که بیشتر در دوران شوگون‌سالاری توکوگاوا در قرن هفدهم تحت تعقیب و اعدام قرار می‌گرفتند. بیش از ۴۰۰ شهید ژاپنی توسط کلیسای کاتولیک به عنوان بئاتیفیه (با سعادت) شناخته شده‌اند و ۴۲ نفر نیز به عنوان قدیس شناخته می‌شوند.